# 331 Etheridgea
331 Etheridgea је астероид главног астероидног појаса. Приближан пречник астероида је 74,92 km,
а средња удаљеност астероида од Сунца износи 3,025 астрономских јединица (АЈ).
Инклинација (нагиб) орбите у односу на раван еклиптике је 6,054 степени, а орбитални период износи 1922,157 дана (5,262 година). Ексцентрицитет орбите астероида износи 0,102.
Апсолутна магнитуда астероида износи 9,62 а геометријски албедо 0,044.
Астероид је откривен 1. априла 1892. године.